# Suite généralisée
Pour les articles homonymes, voir Suite et Filet.
En mathématiques, la notion de suite généralisée, ou suite de Moore-Smith, ou filet,, étend celle de suite, en indexant les éléments d'une famille par des éléments d'un ensemble ordonné filtrant qui n'est plus nécessairement celui des entiers naturels.

## Définition
Pour tout ensemble X, une suite généralisée d'éléments de X est une famille d'éléments de X indexée par un ensemble ordonné filtrant A. Par filtrant (à droite), on entend que toute paire dans A possède un majorant dans A.

## Filets etfiltres
Soit {\displaystyle (x_{i})_{i\in I}} un filet dans un ensemble E et, pour tout {\displaystyle i\in I}, {\displaystyle {\mathcal {B}}_{i}=\{x_{k}:k\geq i\}}. L'ensemble {\displaystyle {\mathcal {B}}=\{{\mathcal {\mathcal {B}}}_{i}:i\in I\}} est une base de filtre de E, appelé base du filtre élémentaire associé au filet {\displaystyle (x_{i})_{i\in I}}.
Réciproquement, soit {\displaystyle {\mathcal {F}}} un filtre sur un ensemble E, {\displaystyle I} une base de {\displaystyle {\mathcal {F}}}, ordonnée par l'inclusion. Pour tout {\displaystyle i\in I}, soit {\displaystyle x_{i}\in i}. Le filet {\displaystyle (x_{i})_{i\in I}} est dit associé à {\displaystyle {\mathcal {F}}}.
Deux filets {\displaystyle (x_{i})_{i\in I}} et {\displaystyle (y_{j})_{j\in J}} sont dits équivalents (on précise parfois : AA équivalents, car d'autres types d'équivalences sont possibles et celui-ci est dû à Aarnes et Andenæes) si les filtres élémentaires qui leur sont associés sont identiques.
En particulier, deux suites {\displaystyle (x_{n})} et {\displaystyle (y_{n})} dans E sont des filets équivalents si, et seulement si les deux conditions suivantes sont vérifiées : 
(i) les ensembles de leurs valeurs ne diffèrent que par un nombre fini de points ;
(ii) pour tout point {\displaystyle z\in E}, {\displaystyle \{n\in \mathbb {N} :x_{n}=z\}} est fini si, et seulement si {\displaystyle \{n\in \mathbb {N} :y_{n}=z\}} est fini.
Par exemple, les suites (0,5,6,7,8,...) et (1,5,6,7,8,...) sont des filets équivalents.

## Sous-filets
Il existe plusieurs notions de sous-filet (en). On en détaille quelques-unes parmi les plus importantes :
1. Un filet {\displaystyle y=(y_{j})_{j\in J}} dans E est un « sous-filet au sens de Aarnes et Andenæes », ou « AA sous-filet », de {\displaystyle x=(x_{i})_{i\in I}}, si le filtre élémentaire associé à y est plus fin que le filtre élémentaire associé à x. Cela revient à dire que pour tout {\displaystyle i_{0}\in I}, il existe {\displaystyle j_{0}\in J} tel que {\displaystyle \{y_{j}:j\geq j_{0}\}\subset \{x_{i}:i\geq i_{0}\}}[8],[5]. Deux filets sont équivalents si, et seulement si chacun d'eux est un AA sous-filet de l'autre.
2. Un filet {\displaystyle y=(y_{j})_{j\in J}} dans E est un « sous-filet de Kelley »[9] de {\displaystyle x=(x_{i})_{i\in I}} s'il existe une fonction {\displaystyle \varphi :J\rightarrow I} telle que pour tout {\displaystyle i_{0}\in I}, il existe {\displaystyle j_{0}\in J} tel que {\displaystyle j\geq j_{0}\Rightarrow \varphi (j)\geq i_{0}}, et {\displaystyle y_{j}=x_{\varphi (j)}} pour tout {\displaystyle j\in J}.
3. Un filet {\displaystyle y=(y_{j})_{j\in J}} dans E est un « sous-filet de Willard »[10],[8] de {\displaystyle x=(x_{i})_{i\in I}} s'il existe une fonction croissante {\displaystyle \varphi :J\rightarrow I} telle que pour tout {\displaystyle i_{0}\in I}, il existe {\displaystyle j_{0}\in J} vérifiant {\displaystyle \varphi (j_{0})\geq i_{0}}, et {\displaystyle y_{j}=x_{\varphi (j)}} pour tout {\displaystyle j\in J}. Par exemple, le filet (1, 1, 2, 3, 4, ...) est un sous-filet de Willard du filet (1, 2, 3, 4, ...).
4. Soit un filet {\displaystyle x=(x_{i})_{i\in I}} dans E. Un sous-ensemble J de I est dit fréquent si pour tout {\displaystyle i\in I}, il existe {\displaystyle j\in J} tel que {\displaystyle j\geq i}. Alors {\displaystyle (x_{j})_{j\in J}} est appelé un « sous-filet fréquent » de x. Un sous-filet fréquent d'une suite {\displaystyle (x_{n})} est une suite extraite {\displaystyle (x_{n_{k}})}.

On a de façon générale :
{\displaystyle \left\{{\begin{array}{c}{\text{suites}}\\{\text{extraites}}\end{array}}\right\}{\underset {\begin{array}{c}{\text{(dans le cas }}\\{\text{d'une suite)}}\end{array}}{=}}\left\{{\begin{array}{c}{\text{sous-filets}}\\{\text{fr}}{\acute {e}}{\text{quents}}\end{array}}\right\}\subset \left\{{\begin{array}{c}{\text{sous-filets}}\\{\text{de Willard}}\end{array}}\right\}\subset \left\{{\begin{array}{c}{\text{sous-filets}}\\{\text{de Kelley}}\end{array}}\right\}\subset \left\{{\begin{array}{c}{\text{AA}}\\{\text{sous-filets}}\end{array}}\right\}}
Par exemple, le filet (1, 1, 2, 2, 3, 3, …) est un sous-filet de Willard, mais non pas un sous-filet fréquent, de la suite (1, 2, 3, …). Soit, pour {\displaystyle n\in \mathbb {N} }, {\displaystyle x_{n}=2^{-n}} et {\displaystyle y_{n}=2^{-(n+1)}} si n est pair, {\displaystyle y_{n}=2^{-(n-1)}} si n est impair. Alors {\displaystyle (y_{n})} est un sous-filet de Kelley de {\displaystyle (x_{n})}, mais pas un sous-filet de Willard. Enfin, il existe des exemples de AA sous-filets qui ne sont pas des sous-filets de Kelley.
Un AA sous-filet d'un filet x est équivalent à un sous-filet de Willard de x. Pour les questions de convergence, en topologie, on peut donc employer de manière équivalente les notions de sous-filet de Willard, de sous-filet de Kelley, ou de AA sous-filet. En revanche, la notion de sous-filet fréquent (bien qu'elle soit la généralisation naturelle de celle de suite extraite) présente des inconvénients, comme on le montre plus loin. 
Dans ce qui suit, sauf mention du contraire, les sous-filets sont des AA sous-filets.

## Ultrafilet
On dit qu'un filet {\displaystyle (x_{i})_{i\in I}} est ultimement dans un sous-ensemble A de E s'il existe {\displaystyle i\in I} tel que {\displaystyle x_{k}\in A} pour tout {\displaystyle k\geq i}. 
Un filet x dans un ensemble E est appelé un ultrafilet si pour tout sous-ensemble A, x est ultimement dans A ou dans son complémentaire. Si {\displaystyle {\mathcal {U}}} est un ultrafiltre, tout filet associé à {\displaystyle {\mathcal {U}}} est un ultrafilet. Réciproquement, si x est un ultrafilet, le filtre élémentaire associé à x est un ultrafiltre. 
Tout filet admet un sous-filet qui est un ultrafilet. En effet, soit x un filet dans E, {\displaystyle {\mathcal {F}}} le filtre élémentaire associé à x, {\displaystyle {\mathcal {U}}} un ultrafiltre plus fin que {\displaystyle {\mathcal {F}}}, et y un filet associé à {\displaystyle {\mathcal {U}}} ; alors y est un sous-filet de x et est un ultrafilet.

## Notions topologiques
Les notions usuelles de limite de suite et de suite de Cauchy s'étendent aux filets :
- dans un espace topologique, on dit qu'un filet {\displaystyle (x_{i})_{i\in I}} converge vers a si pour tout voisinage U de a, il existe {\displaystyle i\in I} tel que pour tout {\displaystyle j\geq i}, l'élément {\displaystyle x_{j}} appartienne à U. Cela équivaut à dire que le filtre élémentaire associé à {\displaystyle (x_{i})_{i\in I}} converge vers a.
- dans un espace uniforme, un filet {\displaystyle (x_{i})_{i\in I}} est dit de Cauchy si pour tout entourage V, il existe {\displaystyle i\in I} tel que pour tous {\displaystyle j,k\geq i}, le couple {\displaystyle (x_{j},x_{k})} appartienne à V. Cela revient à dire que le filtre élémentaire associé à {\displaystyle (x_{i})_{i\in I}} est un filtre de Cauchy.

Théorème — Soient E et F deux espaces topologiques et a un point de E.
Une application {\displaystyle f:E\to F} est continue en a si et seulement si pour tout filet {\displaystyle (x_{i})_{i\in I}} convergeant vers a dans E, le filet {\displaystyle (f(x_{i}))_{i\in I}} converge vers {\displaystyle f(a)} dans F.
Théorème — Soient E un espace topologique et A une partie de E.
- Un point a de E est adhérent à A si et seulement s'il est limite d'un filet à valeurs dans A.
- A est fermé si et seulement si, pour tout filet à valeurs dans A et convergeant vers un point de E, ce point appartient à A.
- E est séparé si et seulement si tout filet a au plus une limite dans E.

De manière générale, les propriétés des filets se déduisent des propriétés des filtres élémentaires qui leur sont associés. En particulier :
Un point a de E est dit adhérent au filet {\displaystyle (x_{i})_{i\in I}} si pour tout voisinage U de a, et tout {\displaystyle i\in I}, il existe {\displaystyle j\geq i} tel que {\displaystyle x_{j}\in U}. Cela revient à dire que a est adhérent au filtre élémentaire associé au filet {\displaystyle (x_{i})_{i\in I}}, ou encore qu'il existe un sous-filet de {\displaystyle (x_{i})_{i\in I}} convergeant vers a.
Un espace topologique séparé E est compact si, et seulement si tout ultrafilet de E est convergent ou, de manière équivalente, si tout filet de E admet un sous-filet convergent.
Soit, dans un espace vectoriel topologique E, un filet {\displaystyle (x_{i})_{i\in I}}, et disons qu'il est borné s'il existe {\displaystyle i\in I} tel que {\displaystyle \{x_{k}:k\geq i\}} est un sous-ensemble borné de E. Cela équivaut à dire que le filtre élémentaire associé à {\displaystyle (x_{i})_{i\in I}} est borné. L'espace E est quasi complet si, et seulement si tout filet de Cauchy borné de E est convergent. Une suite de Cauchy est un filet borné, mais un filet de Cauchy ne l'est pas nécessairement.
Remarque
Dans un espace compact mais non séquentiellement compact, il existe une suite {\displaystyle (x_{n})} qui n'a pas de suite extraite convergente, mais qui a un AA sous-filet (ou un sous-filet de Willard) convergent. Ce sous-filet n'est donc pas équivalent à un sous-filet fréquent de {\displaystyle (x_{n})}. La notion de sous-filet fréquent n'est donc pas adaptée aux questions de topologie.